# Ружица Комненовић
Ружица Комненовић (Сарајево, 20. фебруар 1909 — Нови Сад, 23. април 1966) била је југословенска и српска филмска и позоришна глумица. 

## Биографија
Ружица је рођена 20. фебруара 1909. године у Сарајеву, у породици Тубић. У родном граду је завршила основну школу а затим образовање наставила у гимназији у Дарувару. Глумачку каријеру је започела у глумачким трупама. У периоду од 1935. до 1943. године била је у нишком Народном позоришту, а потом једну сезону у београдском Србозару. Недуго затим, придружила се НОБ, била је члан културне екипе Прве пролетерске дивизије. Каријеру је наставила у народним позориштима у Титовом Ужицу, Шапцу и Крагујевцу. Године 1951. долази у Српско народно позориште из којег прелази у Сремско народно позориште у Сремској Митровици, а након тога у народно позориште Тоша Јовановић, у Зрењанину. Ружица се враћа у Српско народно позориште у Нови Сад где остаје све до свог професионалног пензионисања.
Ружица је преминула 23. априла 1966. године и сахрањена је на Алмашком гробу у Новом Саду.

## Филмографија
| Год.   | Назив      | Улога \|- style="background: Lavender; text-align:center; " | 1950-е | 1950-е | 1950-е | 1950-е |
| 1959.  | Три Ане    | Нешићка                                                     |        |        |        |        |
| 1960-е |            |                                                             |        |        |        |        |
| 1961.  | Избирачица | /                                                           |        |        |        |        |
| 1962.  | Саша       | /                                                           |        |        |        |        |